# Astana Open 2021
Astana Open 2021 — тенісний турнір, що проходив на кортах з твердим покриттям у місті Астана, Казахстан з 20 до 26 вересня. Належав до категорій ATP 250 та  WTA 250, був турніром серії Almaty Open 2021 року.

## Фінальна частина

### Чоловіки, одиночний розряд
Квон Сун-ву —  Джеймс Дакворт 7–6(8–6), 6–3

### Жінки, одиночний розряд
Алісон ван Ейтванк —  Юлія Путінцева 1–6, 6–4, 6–3

### Чоловіки, парний розряд
Сантьяго Гонсалес /  Андрес Мольтені —  Джонатан Ерліх /  Андрій Василевський 6–1, 6–2

### Жінки, парний розряд
Анна-Лена Фрідзам /  Моніка Нікулеску —  Ангелина Габуєва /  Anastasia Zakharova 6–2, 4–6, [10–5]